# Bezegh András
Bezegh András (1788 – Eger, 1859. május 17.) egri őrkanonok és apát, szentszéki vizsgáló.

## Élete
1812-ben szentelték pappá, 1844-ben kanonok lett.

## Munkái
1. Syncharisticon… Stephano Fischer, archi-episcopo Agriensi. Agriae, 1808.
2. A boldogságos szűz Mária szeplőtelen fogantatása tiszteletére. Agriae, 1856.